# Campionato Italiano Velocità in Salita 2014
Il Campionato Italiano Velocità in Salita 2014 è la 56ª edizione del campionato Italiano Velocità in Salita dalla sua istituzione nel 1959.
In questa edizione sono presenti le classi Moto 3, 125 Open (ove gareggiano motocicli di 125 cm³ 2 tempi e 250 cm³ 4 tempi), 250 Open (2t), 600 Stock, Naked, 600 Open, Supermotard, Sidecar. Inoltre partecipano senza però titolazione ufficiale la categoria Scooter, le Moto d'Epoca GR4 Classiche/Epoca, GR5 GP 175 4T, GR5 GP 250 2T/4T, Classiche GP e Vintage.
Novità del 2014, ritorna la gara Gorno Oneta - Passo Zambla valevole per il Campionato Europeo.
La gara Carpasio - Pratipiani come nel 2013 sarà valevole per il Campionato Europeo.
La gara Spoleto - Forca di Cerro come nel 2013 sarà gara doppia con la seguente formula:
Sfruttando il primo maggio ci saranno prove libere il giovedì ed il venerdì e gara completa sia il sabato che la domenica con prova libera e qualifica la mattina e gara 1 e gara 2 il pomeriggio.
Il 21 luglio, la commissione di sicurezza, ha deciso di annullare la storica gara Sillano - Ospedaletto giunta alla 43.ma edizione per carenze nella documentazione presentata dall'organizzazione.
Quest'anno il Titolo Italiano della classe 600 Open è stato assegnato a Francesco Curinga.

## Calendario gare
Dove non indicata la nazionalità si intende pilota italiano.
| Data      | Prova | Tracciato                | Vincitore   | Vincitore       | Vincitore       | Vincitore        | Vincitore      | Vincitore         | Vincitore            | Vincitore         | Vincitore |
| Data      | Prova | Tracciato                | Moto3       | 125 Open        | 250 Open        | 600 Stock        | Naked          | 600 Open          | Supermotard          | Sidecar           | Fonte     |
| --------- | ----- | ------------------------ | ----------- | --------------- | --------------- | ---------------- | -------------- | ----------------- | -------------------- | ----------------- | --------- |
| 3 maggio  | 1     | Spoleto - Forca di Cerro | Andrea Neri | Marco Queirolo  | Franco Federigi | Stefano Nari     | Stefano Manici | Stefano Nari      | Niccolò Bentivoglio  | Barbi-Doratori    | ficr.it   |
| 4 maggio  | 2     | Spoleto - Forca di Cerro | Andrea Neri | Marco Queirolo  | Cristian Olcese | Stefano Bonetti  | Stefano Manici | Francesco Curinga | Niccolò Bentivoglio  | Barbi-Doratori    | ficr.it   |
| 22 giugno | 3     | Carpasio - Pratipiani    | Andrea Neri | Marco Queirolo  | Cristian Olcese | Stefano Bonetti  | Stefano Manici | Francesco Curinga | Niccolò Bentivoglio  | Dichamp - Peugeot | ficr.it   |
| 6 luglio  | 4     | Poggio - Vallefredda     | Andrea Neri | Marco Queirolo  | Cristian Olcese | Stefano Bonetti  | Stefano Manici | Stefano Nari      | Francesco Martinelli | Barbi-Doratori    | ficr.it   |
| 31 agosto | 5     | Oneta - Passo Zambla     | Andrea Neri | Giacomo Gubbini | Paolo Erba      | Daniele Lombardi | Stefano Manici | Francesco Curinga | Francesco Martinelli | Barbi - Doratori  | ficr.it   |

## Classifiche
Classe Moto 3
| Pos | Pilota         | Spoleto 1 | Spoleto 2 | Carpasio Pratipiani | Poggio Vallefredda | Gorno Zambla | TOT |
| --- | -------------- | --------- | --------- | ------------------- | ------------------ | ------------ | --- |
| 1   | Andrea Neri    | 50        | 50        | 45                  | 50                 | 50           | 245 |
| 2   | Marco Lombardi | 40        | 40        | 45                  | 40                 | 0            | 165 |

Classe 125 GP/Open
| Pos | Pilota          | Spoleto 1 | Spoleto 2 | Carpasio Pratipiani | Poggio Vallefredda | Gorno Zambla | TOT |
| --- | --------------- | --------- | --------- | ------------------- | ------------------ | ------------ | --- |
| 1   | Marco Queirolo  | 45        | 50        | 50                  | 50                 | 40           | 235 |
| 2   | Marco Ginesini  | 45        | 40        | 40                  | 40                 | 0            | 165 |
| 3   | Giacomo Gubbini | 29        | 29        | 22                  | 32                 | 50           | 162 |

Classe 250 GP/Open
| Pos | Pilota           | Spoleto 1 | Spoleto 2 | Carpasio Pratipiani | Poggio Vallefredda | Gorno Zambla | TOT |
| --- | ---------------- | --------- | --------- | ------------------- | ------------------ | ------------ | --- |
| 1   | Cristian Olcese  | 41        | 50        | 50                  | 50                 | 23           | 214 |
| 2   | Guido Testoni    | 40        | 40        | 33                  | 40                 | 36           | 189 |
| 3   | Pier Luigi Mutti | 24        | 29        | 22                  | 32                 | 15           | 121 |

Classe 600 Stock
| Pos | Pilota           | Spoleto 1 | Spoleto 2 | Carpasio Pratipiani | Poggio Vallefredda | Gorno Zambla | TOT |
| --- | ---------------- | --------- | --------- | ------------------- | ------------------ | ------------ | --- |
| 1   | Stefano Bonetti  | 41        | 50        | 50                  | 50                 | 28           | 219 |
| 2   | Stefano Nari     | 45        | 36        | 32                  | 40                 | 36           | 189 |
| 3   | Daniele Lombardi | 29        | 36        | 20                  | 27                 | 41           | 153 |

Classe Naked 650
| Pos | Pilota             | Spoleto 1 | Spoleto 2 | Carpasio Pratipiani | Poggio Vallefredda | Gorno Zambla | TOT |
| --- | ------------------ | --------- | --------- | ------------------- | ------------------ | ------------ | --- |
| 1   | Stefano Manici     | 50        | 50        | 50                  | 50                 | 50           | 250 |
| 2   | Riccardo Marchelli | 32        | 40        | 40                  | 40                 | 0            | 152 |
| 3   | Emanuele Beraldo   | 21        | 29        | 20                  | 24                 | 30           | 124 |

Classe 600 Open
| Pos | Pilota            | Spoleto 1 | Spoleto 2 | Carpasio Pratipiani | Poggio Vallefredda | Gorno Zambla | TOT |
| --- | ----------------- | --------- | --------- | ------------------- | ------------------ | ------------ | --- |
| 1   | Francesco Curinga | 36        | 50        | 50                  | 40                 | 45           | 221 |
| 2   | Stefano Nari      | 50        | 40        | 36                  | 50                 | 45           | 221 |
| 3   | Stefano Frisanco  | 25        | 32        | 26                  | 29                 | 10           | 122 |

Classe Supermoto
| Pos | Pilota               | Spoleto 1 | Spoleto 2 | Carpasio Pratipiani | Poggio Vallefredda | Gorno Zambla | TOT |
| --- | -------------------- | --------- | --------- | ------------------- | ------------------ | ------------ | --- |
| 1   | Francesco Martinelli | 45        | 45        | 36                  | 50                 | 41           | 217 |
| 2   | Niccolò Bentivoglio  | 45        | 45        | 50                  | 40                 | 34           | 214 |
| 3   | Giancarlo Suffredini | 32        | 24        | 22                  | 29                 | 20           | 127 |

Classe Sidecar
| Pos | Pilota            | Spoleto 1 | Spoleto 2 | Carpasio Pratipiani | Poggio Vallefredda | Gorno Zambla | TOT |
| --- | ----------------- | --------- | --------- | ------------------- | ------------------ | ------------ | --- |
| 1   | Barbi - Doratori  | 45        | 50        | 40                  | 50                 | 45           | 230 |
| 2   | Reolon - Merlo    | 32        | 36        | 26                  | 40                 | 29           | 163 |
| 3   | Dihcamp - Peugeot |           |           | 50                  |                    | 45           | 95  |